# Sasti
Sasti é uma vila no distrito de Chandrapur, no estado indiano de Maharashtra.

## Demografia
Segundo o censo de 2001, Sasti tinha uma população de 5458 habitantes. Os indivíduos do sexo masculino constituem 53% da população e os do sexo feminino 47%. Sasti tem uma taxa de literacia de 65%, superior à média nacional de 59.5%: a literacia no sexo masculino é de 72% e no sexo feminino é de 56%. Em Sasti, 13% da população está abaixo dos 6 anos de idade.